# Jeanne Devos
Ne pas confondre avec Jeanne Devos (en), militante des droits civils, candidate au prix Nobel, religieuse catholique.
Jeanne Devos, née le 10 février 1902 à Bailleul et décédée le 18 juin 1989 à Wormhout, est une photographe française.

## Biographie
Jeanne Devos grandit à Bailleul où son père est courtier agricole. Affaiblie par les privations et l'insalubrité qui y règne à l'issue de la Première Guerre mondiale, elle contracte la tuberculose. Son père, actif militant lemiriste, suivant le conseil du Docteur Samsoen, doit la placer à la "campagne". C'est ainsi qu'en 1922, il l'envoie à Bissezeele chez l'un de ses amis, l’abbé Joseph Lamps.
En 1923, son état s'aggravant, l'abbé Joseph Lamps emmène Jeanne en Corse et commence à l'initier à la photographie (sur autochromes et en stéréoscopie). À leur retour, il l'embauche à la cure comme gouvernante au mépris des convenances et contre l'avis des autorités ecclésiastiques.
Jeanne Devos entreprend alors de voyager. Elle visite l'exposition coloniale de Paris en 1931, Biarritz, Lourdes, la Sologne, le Périgord... Vers 1933, elle fait la connaissance de Joseph Dezitter, ébéniste, aquarelliste et sculpteur. À partir de 1936, elle sillonne la Flandre où elle prend de nombreuses photos sur la vie rurale et traditionnelle en Flandre, les métiers, les croyances et les fêtes.
Le 7 septembre 1944, lors de la libération de Bissezeele, l'abbé Lamps et Jeanne Devos prennent plus de 150 photographies du passage de la 5e Brigade d'infanterie canadienne.
En 1945, l'abbé Lamps prend sa retraite. Jeanne et lui quittent Bissezeele pour s'installer à Wormhout. Elle décide alors de vivre de sa passion et de devenir photographe professionnelle. Elle réalise des photos d'identité, des portraits, de communiants, de conscrits, de baptêmes, des reportages industriels et surtout des reportages photographiques de mariages. Cette dernière activité est novatrice puisqu'elle est la première à proposer un reportage complet sur la journée du mariage y compris dans l'église (ce qui était très mal vu de l'autorité religieuse à l'époque).
En 1946 et 1959, Jeanne Devos prend en photo le général de Gaulle lors de sa venue à Bergues puis lors de son passage à Wormhout. Elle photographie également Paul Reynaud à de nombreuses reprises et notamment dans un champ de blé (ce qui n'est pas conventionnel pour un homme politique de cette importance).
En 1955, elle passe son permis de conduire et achète une Citroën 2 CV. Jeanne Devos est alors entourée d’artistes plus ou moins connus : Dambrin, Simons, Jeanne Champillou et Joseph Dezitter...
Entre 1968 et 1980, elle fait l'objet de plusieurs reportages et émissions à la télévision et à la radio. Elle fait notamment la connaissance de Bernard et Catherine Claeys ainsi que de Pierre Bonte.
Elle prend sa retraite en 1978 et vend sa maison en viager à la commune de Wormhout après s'être assurée qu'elle devienne un musée après sa mort. Dès 1980, elle l'ouvre au public, sa grande satisfaction étant d"éveiller la curiosité : "Ici tout doit servir", sous entendu : à découvrir, à initier, à inspirer et à faire parler.
À son décès, Jeanne est enterrée dans son jardin où elle repose aux côtés de l'abbé Joseph Lamps, mort en 1952.
Le Comité flamand de France, auquel Jeanne Devos a fait don de son fonds photographique, décide de le déposer au Centre Iconographique de la Flandre basé à la médiathèque de Wormhout, afin d'y être conservé et valorisé. Il comprend plus de 100 000 photos de Jeanne Devos et de l'abbé Lamps.

## Œuvres
- Jeanne Devos raconte, éditions Westhoek, 1987  (ISBN 2903077703)
- La Flandre de Jeanne Devos, éditions Helio Tourcoing, 1994
- Le Petit Monde de l'abbé Lamps, éditions Helio Tourcoing 1995